# 小川乡 (歙县)
小川乡，是中华人民共和国安徽省黄山市歙县下辖的一个乡镇级行政单位。

## 行政区划
小川乡下辖以下地区：
小川村、盘苏村、小洲村、联盟村、临川村、程家堨村、灵山村和古稔村。

## 文物保护
小川乡拥有1处歙县文物保护单位:张氏支祠，位于小川乡小洲村。